# Icária

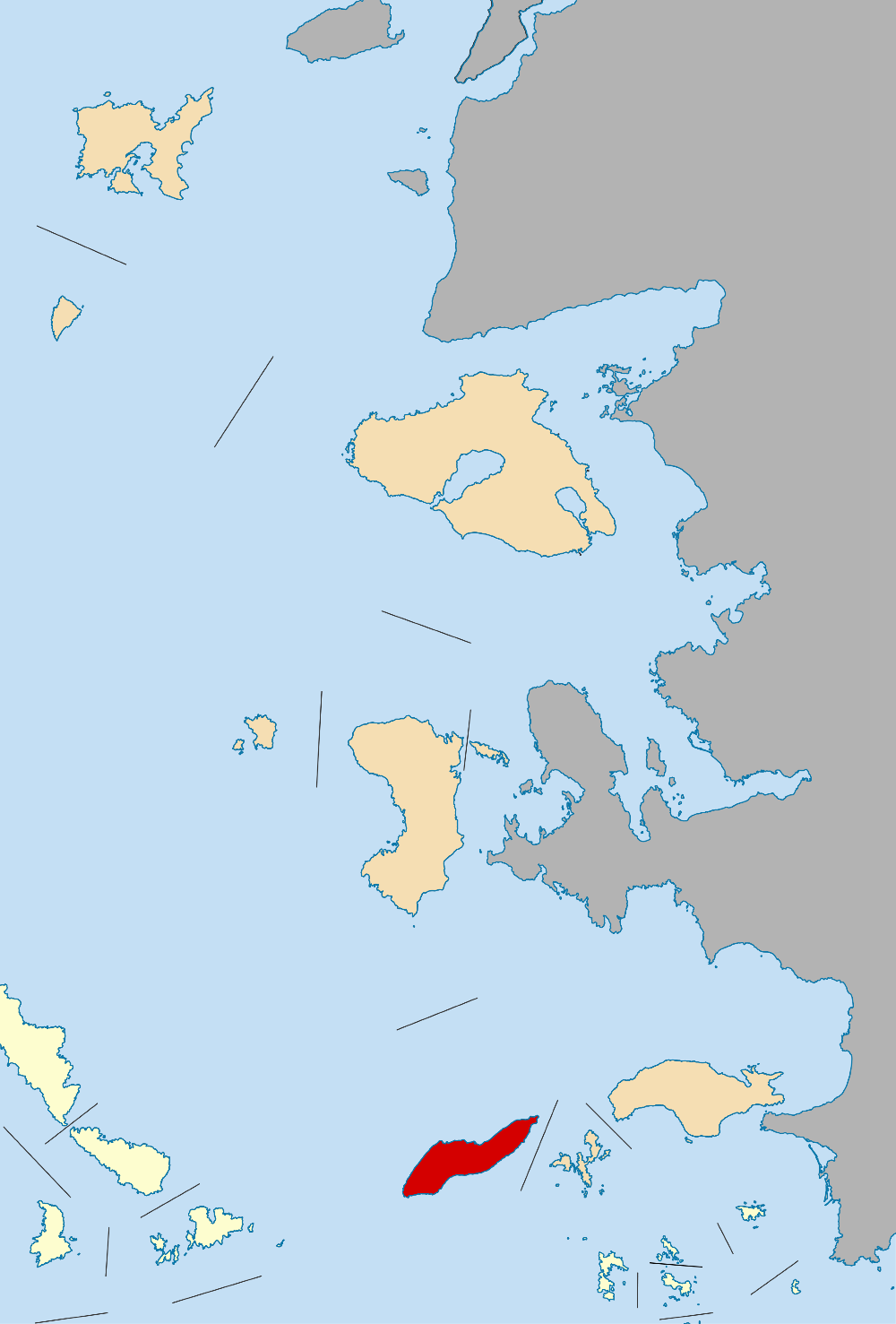
Localização de Icária no mar Egeu

Icária (em grego, Ικαρία – transl. Ikaría) é uma ilha grega localizada no mar Egeu setentrional, a sudoeste da ilha também grega de Samos.
A ilha pertence à prefeitura de Samos e à periferia do Egeu Setentrional.
O nome Icária deriva do nome do personagem mitológico Ícaro, o tão famoso filho do inventor ateniense Dédalo, que teria caído do céu no mar próximo à região. Administrativamente, Icária forma um município separado dentro da unidade regional de Icária, que faz parte da região do norte do mar Egeu. A principal cidade da ilha e sede do município é Agios Kirykos. As capitais históricas da ilha incluem Oenoe e Evdilos. 
Desde abril de 2009 é considerada uma das Zonas Azuis mundiais, quando identificou-se que a ilha é o local com a maior taxa de pessoas que alcançam os 90 anos no planeta — aproximadamente uma em cada três pessoas chegam a essa idade. Constatou-se também que os icarianos têm uma taxa 20% menor de incidência de câncer, 50% menor de doenças cardíacas e praticamente nulas de demência.

## Galeria

Icária
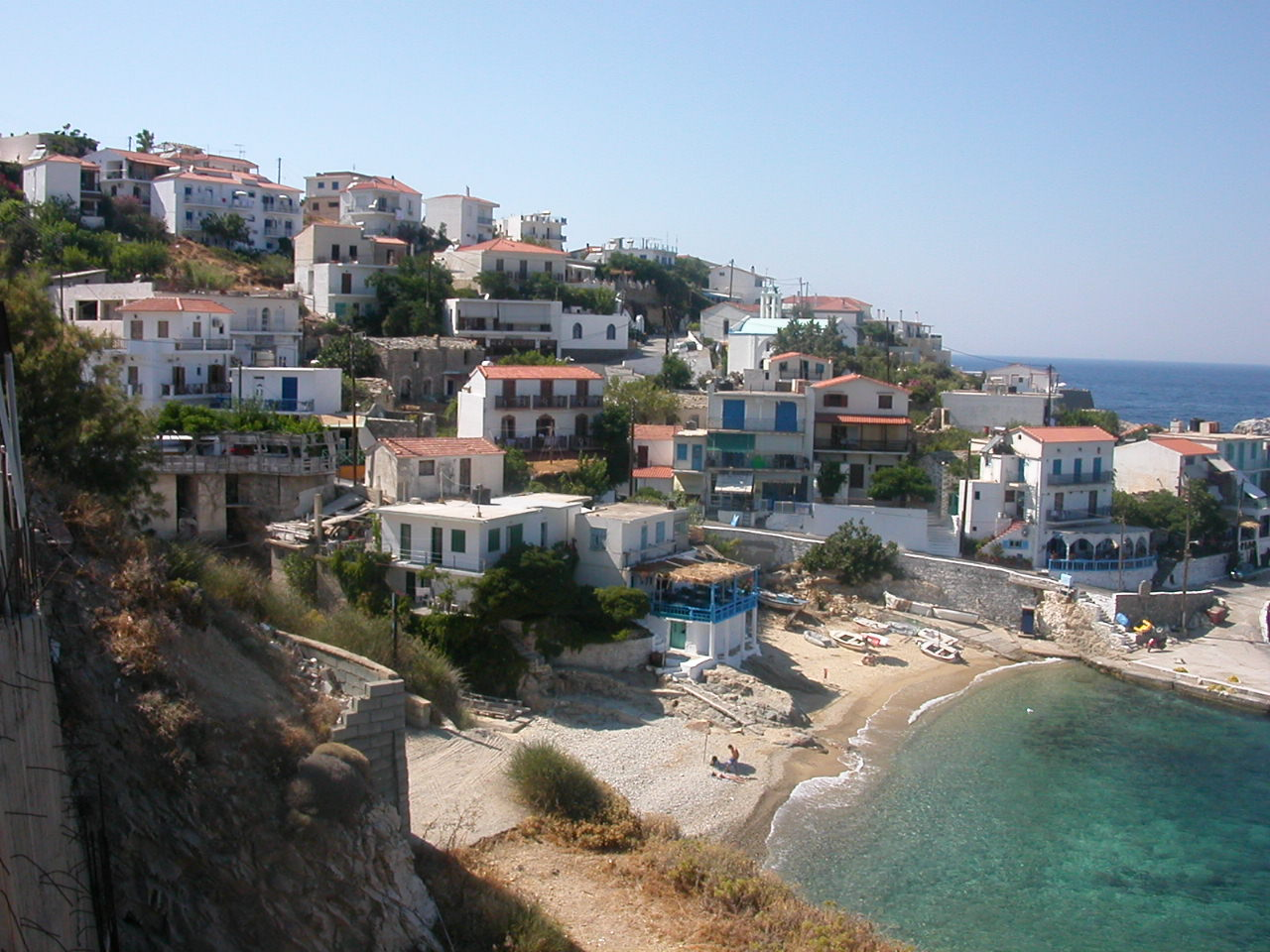
A vila de Armenistis, no norte da ilha de Icária, entre Nas e Evdilos
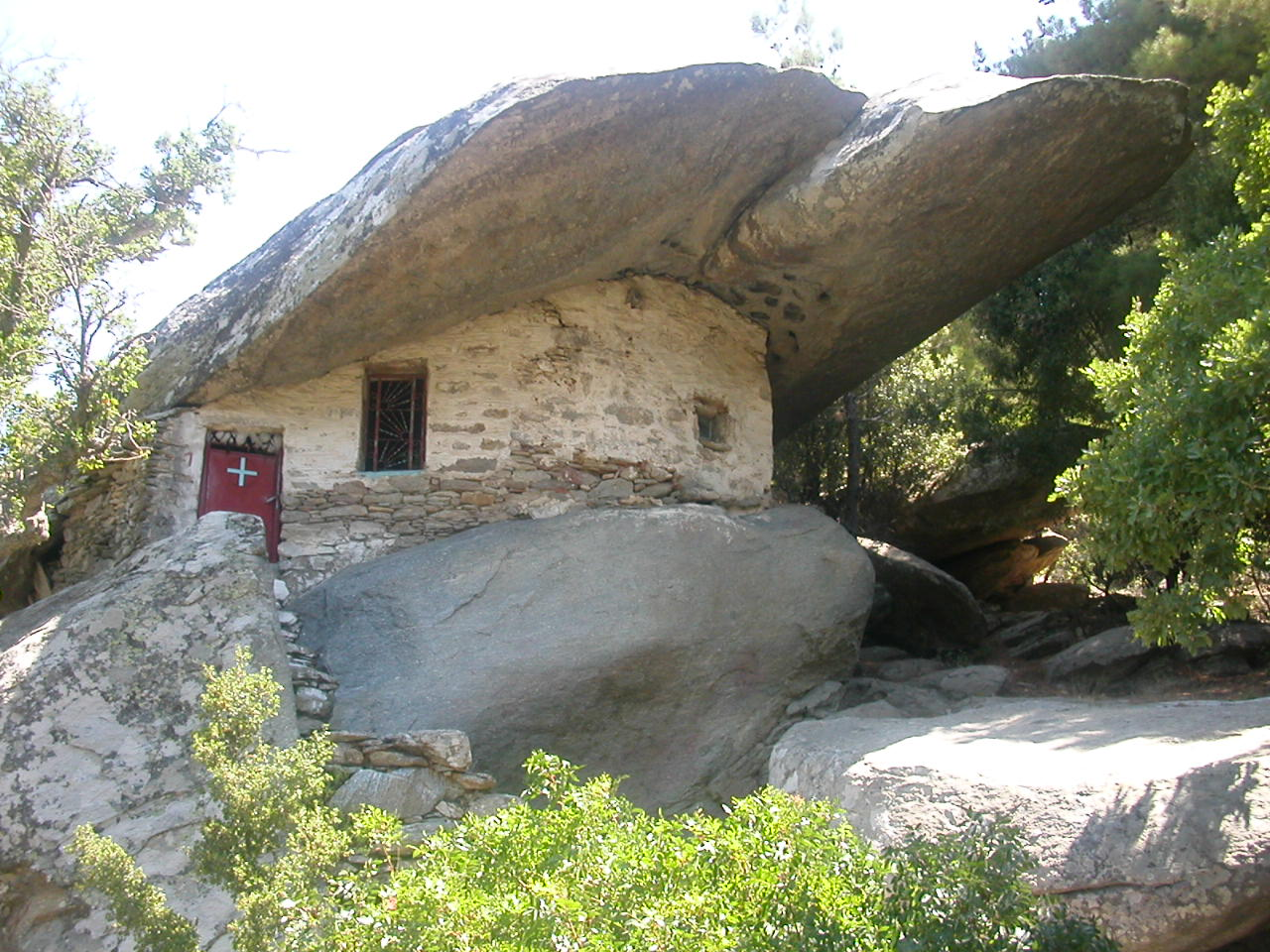
Um mosteiro na Icária central
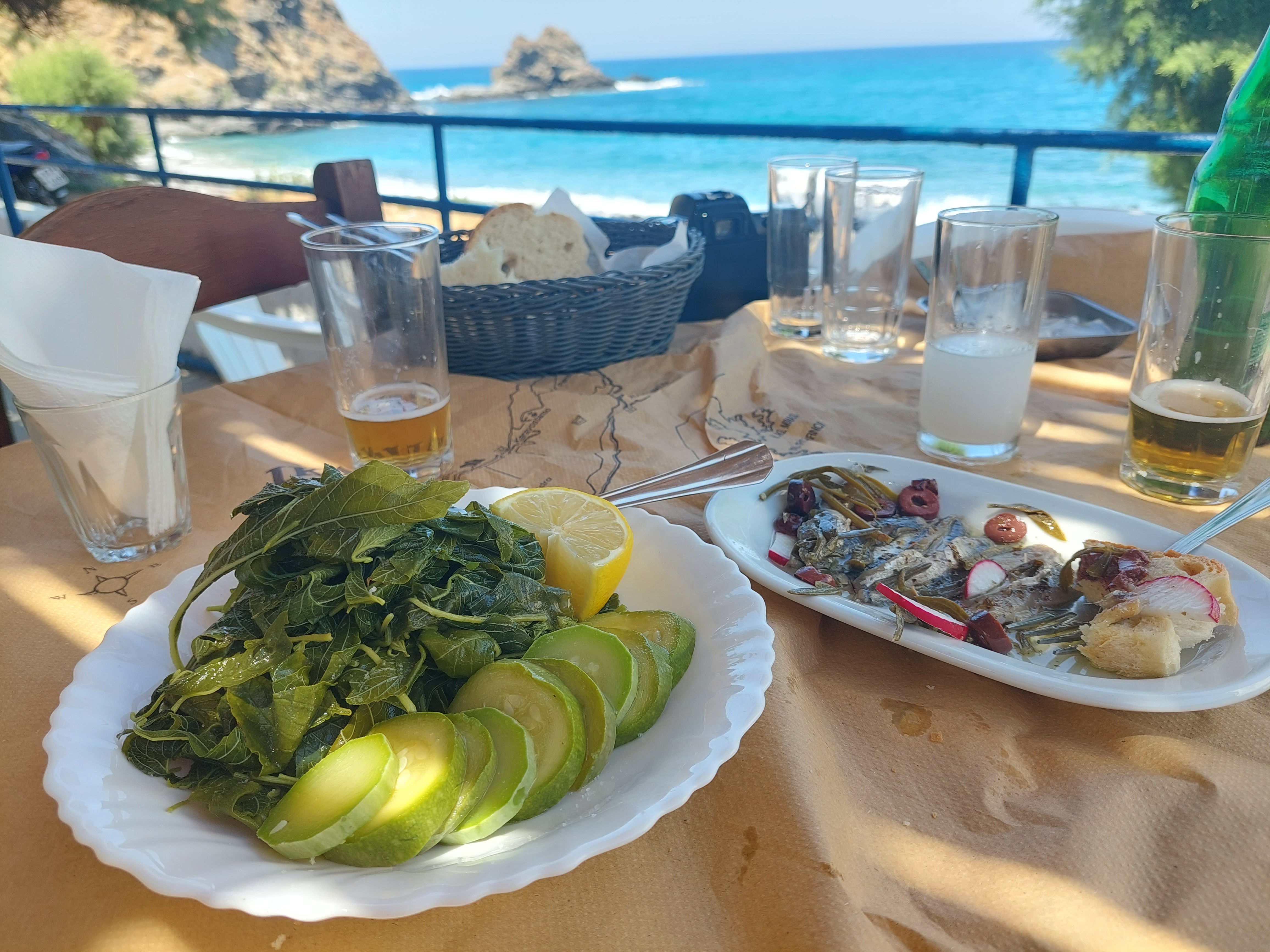
Comida regional em Icária